# Kavárnička (opereta)
Kavárnička (v německém originále Das kleine Café) je opereta – autor ji označuje jako „vídeňskou veselohru“ – vídeňského skladatele pocházejícího z Moravy Ralpha Benatzkého z roku 1934 podle francouzské veselohry Tristana Bernarda Le Petit Café z roku 1911. V Benatzkého díle se řadí do série „hudebních veseloher“, které, na rozdíl od soudobých výpravných operet, nekladou velké inscenační nároky a obejdou se jen s malým orchestrem, bez sboru a baletu a s neškolenými hlasy.
Děj spočívá z větší části na situacích, do nichž se dostává hlavní hrdina, číšník Franz (v české úpravě Jean Pomponne). Ten v mládí opustil domov a protloukal se světem, až se stal číšníkem v malé kavárně na předměstí Vídně. Neví, že ho čeká velké dědictví, zato o tom ví jeho zaměstnavatel kavárník Wallensteiner (v české úpravě Gaston Dubonnet), a proto Franzovi uložil v pracovní smlouvě obrovskou pokutu, pokud by chtěl dát výpověď. Když Franzovi zpráva o dědictví dorazí, ze vzdoru zůstává na svém místě, nadále počítá preclíky, obsluhuje příjemné i nevrlé hosty a je úslužný k šéfovi, po večerech si však vyhazuje z kopýtka v baru u chansonetty Miss Violet, vydávaje se za barona. Tento dvojí život ho ovšem dostává do řady komických situací, které se vyřeší současně s milostnou zápletkou: sličná a rozšafná šéfova dcera Helena nakonec získává vedení kavárničky i Franze za manžela.
Stejně jako o něco dříve Okouzlující slečna byla Kavárnička uvedena poprvé ve vídeňském činoherním divadle Deutsches Volkstheater, a to v režii Heinricha Schnitzlera, choreografii Franze Rotta, výpravě Alfeda Kunze a za hudebního řízení Ernsta Hauka. Hlavní roli hrál známý divadelní a filmový komik dánského původu Max Hansen, hlavní ženskou roli Christl Mardayn, dále dámy Moncasia Stradner a pánové Ehmann, Loibner, Rehberger, Schmöle a Lipschütz. Vídeňská kritika chválila „kypící duch, elektrizující temperament, smyslný oheň, osobitou nápaditost, jiskřivý vtip instrumentace pro malý orchestr“ okamžitě předvídala, že se Kavárnička dostane „všude tam, kam dosahují jazzové kapely, tedy na konec světa“.
Řada písní z Kavárničky zpopulárněla, například Chiribiri ist mein Name, Ihnen zuliebe, Mach mir eine Liebeserklärung, Es fällt nämlich jedem Menschen, Ohne Frau'n und ohne Musik a zejména Mehlspeis, která uvedla v širší známost toto původem vídeňské slangové slovo pro zákusek.
Kavárnička se skutečně brzy dostala přinejmenším na německé scény, ostatně již současně s vídeňskou vznikala i berlínská verze. V českých zemích se jí ujaly nejprve německé scény, jako první německé divadlo v Brně 8. září 1934.
V češtině Kavárničku poprvé uvedeno na Silvestra roku 1934 české divadlo v Moravské Ostravě. Hrála se pak ve více českých divadlech v překladu a úpravě známých operetních libretistů Karla Tobise, Václava Mírovského a Vladimíra Rohana, která přenesla děj opět do Paříže, dějiště původní Bernardovy komedie. Mimo jiné se hrála v Novém divadle s Oldřichem Novým v hlavní roli a s více než 100 reprízami; Nový zde ztělesnil svůj oblíbený typ kontrastující v jedné postavě běžného pracujícího člověka a „dokonalého gentlemana“. Naposledy ji hrály v roce 1971 divadla v Olomouci a Ostravě a v roce 1976 Státní divadlo Brno.